# UFC on FOX 3
UFC on FOX 3: Diaz vs. Miller（ユーエフシー・オン・フォックス・スリー：ディアス・バーサス・ミラー）は、アメリカ合衆国の総合格闘技団体「UFC」の大会の一つ。2012年5月5日、ニュージャージー州イーストラザフォードのアイゾッド・センターで開催された。

## 大会概要
本大会ではネイト・ディアスとジム・ミラーによるライト級王座挑戦者決定戦が組まれた。
Jungle Fightバンタム級王者ジョン・リネカーがUFCデビュー。
FOX大会ながら日本でもWOWOWで「UFC145.5 ネート・ディアスの野望」の名称で放送された。

### カード変更
負傷などによるカードの変更は以下の通り。
- ジョニー・ベッドフォード → ローランド・デローム（第2試合）

- ダレン・ウエノヤマ → ティム・エリオット（第7試合）

- チアゴ・タバレス → マイケル・ジョンソン（第8試合）

- デニス・ホールマン vs. トニー・ファーガソン → ホールマンの負傷により中止

## 試合結果

### アーリープレリム
第1試合 ミドル級ワンマッチ 5分3R
○  カーロス・ヴェモラ vs.  マイク・マッセンジオ ×
2R 1:07 リアネイキドチョーク
第2試合 バンタム級ワンマッチ 5分3R
○  ローランド・デローム vs.  ニック・デニス ×
1R 4:59 リアネイキドチョーク

### プレリミナリーカード
第3試合 フェザー級ワンマッチ 5分3R
○  デニス・バミューデス vs.  パブロ・ガーザ ×
3R終了 判定3-0（30-27、30-27、30-27）
第4試合 ライト級ワンマッチ 5分3R
○  ダニー・カスティーリョ vs.  ジョン・チョリッシュ ×
3R終了 判定3-0（30-27、30-27、30-27）
第5試合 57.6kg契約ワンマッチ 5分3R
○  ルイス・ゴーディノ vs.  ジョン・リネカー ×
2R 4:54 TKO（ギロチンチョーク）
※リネカーの体重超過によりフライ級から変更。
第6試合 ウェルター級ワンマッチ 5分3R
○  ジョン・ハザウェイ vs.  パスカル・クラウス ×
3R終了 判定3-0（29-28、30-27、30-27）
第7試合 フライ級ワンマッチ 5分3R
○  ジョン・ドッドソン vs.  ティム・エリオット ×
3R終了 判定3-0（29-28、29-28、29-28）
第8試合 ライト級ワンマッチ 5分3R
○  マイケル・ジョンソン vs.  トニー・ファーガソン ×
3R終了 判定3-0（30-27、30-27、30-27）

### メインカード
第9試合 ヘビー級ワンマッチ 5分3R
○  ラバー・ジョンソン vs.  パット・バリー ×
1R 4:38 TKO（スタンドパンチ連打）
第10試合 ミドル級ワンマッチ 5分3R
○  アラン・ベルチャー vs.  ホジマール・パリャーレス ×
1R 4:18 TKO（パウンド）
第11試合 ウェルター級ワンマッチ 5分3R
○  ジョニー・ヘンドリックス vs.  ジョシュ・コスチェック ×
3R終了 判定2-1（29-28、28-29、29-28）
第12試合 ライト級王座挑戦者決定戦 5分5R
○  ネイト・ディアス vs.  ジム・ミラー ×
2R 4:09 ギロチンチョーク
※ディアスが挑戦権獲得に成功。

### 各賞
ファイト・オブ・ザ・ナイト： ルイス・ゴーディノ vs. ジョン・リネカー
ノックアウト・オブ・ザ・ナイト： ラバー・ジョンソン
サブミッション・オブ・ザ・ナイト： ネイト・ディアス
各選手にはボーナスとして65,000ドルが支給された。